# Fraser Ellard
Fraser Ellard (Roswell, Georgia, 6 de noviembre de 1997), es un jugador profesional estadounidense de béisbol que se desempeña en la posición de lanzador en Chicago White Sox, equipo de las Grandes Ligas de Béisbol (MLB).

## Carrera
En 2024, Ellard hizo su debut en la MLB con el equipo Chicago White Sox, donde lleva jugando una temporada.